# Banco Best
Banco Best (Best Bank) es una institución financiera privada fundada en 2001 y registrada en Banco de Portugal y CMVM, inicialmente con una estructura accionaria compuesta por la participación del 75% del defunto Banco Espírito Santo (BES) y el 25% de Saxo Bank. En 2015, con la salida de Saxo Bank, el banco pasó a ser totalmente propiedad del novobanco (100%).
Con sede en Lisboa, Banco Best desarrolla su actividad financiera en las áreas de Banca, Gestión de Activos y Trading, prestando su servicio desde una perspectiva multicanal.
Además de su enfoque en línea, el banco digital también cuenta con 6 Centros de Inversión (Aveiro, Braga, Faro, Leiria, Lisboa y Faro) y 7 Oficinas (Boavista, Guimarães, Monção, Porto - Foz, Santarém, Tâmega y Sousa, y Vila Verde)
Banco Best cerró el ejercicio 2021 con un beneficio neto positivo de 3.3 millones de euros. En 2022, a pesar de un aumento en los ingresos, el banco tuvo una disminución en la utilidad neta a 1.7 millones de euros.